# La lección de piano (película de 2024)
La lección de piano (título original en inglés: The Piano Lesson) es una película dramática estadounidense de 2024 dirigida por Malcolm Washington, quien coescribió el guion con Virgil Williams. Es una adaptación de la obra de 1987 de August Wilson. Está protagonizada por Samuel L. Jackson, John David Washington, Ray Fisher, Michael Potts, Erykah Badu, Skylar Aleece Smith, Danielle Deadwyler y Corey Hawkins.
The Piano Lesson se estrenó en el 51.º Festival de Cine de Telluride el 31 de agosto de 2024 y se estrenó en cines selectos de Estados Unidos el 8 de noviembre de 2024, antes de transmitirse en Netflix el 22 de noviembre.

## Reparto
- Samuel L. Jackson como Doaker Charles
- John David Washington como Boy Willie Charles
- Ray Fisher como Lymon
- Michael Potts como Wining Boy Charles
- Erykah Badu como Lucille
- Skylar Aleece Smith como Maretha Charles
- Danielle Deadwyler como Berniece Charles
- Corey Hawkins como Avery Brown
- Melanie Jeffcoat como Miss Ophelia
- Gail Bean como Dolly
- Jerrika Hinton como Grace
- Stephan James como Boy Charles
- Malik J. Ali como Willie Boy
- Jay Peterson como James Sutter
- Matrell Smith como Crawley

## Producción
En abril de 2023 se anunció que Malcolm Washington haría su debut como director y guionista de largometrajes con la película, una adaptación de la obra de August Wilson The Piano Lesson, con su hermano John David Washington, Samuel L. Jackson, Ray Fisher, Danielle Deadwyler, Michael Potts y Corey Hawkins como protagonistas. John David Washington, Jackson, Fisher y Potts repiten sus papeles de la producción teatral de la obra de 2022. El padre de Washington, Denzel, está produciendo la película con Todd Black . En mayo, se anunció que la cantante Erykah Badu haría un cameo en la película. Gail Bean, Jerrika Hinton, Stephan James, Malik J. Ali, Jay Peterson y Matrell Smith completaron el elenco en junio de 2023.
El rodaje comenzó en Atlanta en abril de 2023. La Oficina de Cine de Pittsburgh expresó su decepción por el hecho de que la producción no se filmaría en la ciudad como las adaptaciones anteriores de Wilson.

## Estreno
El estreno mundial de la película tuvo lugar en el Festival de Cine de Telluride, antes de su estreno internacional como presentación especial en el Festival Internacional de Cine de Toronto de 2024.
La lección de piano se estrenó en cines selectos de Estados Unidos el 8 de noviembre de 2024, antes de transmitirse en Netflix el 22 de noviembre.